# Teatrul Pinocchio din Łódź
Teatrul Pinocchio din Lodz - Teatrul Lodz pentru copii, tineri și adulți, care și-a început activitatea artistică în mai 1945. La 1 ianuarie 1950, a primit statutul de Teatrul de Stat.
Pe 5 iulie 2012, numele a fost schimbat din Teatrul de Păpuși și Actori „Pinocchio” din Łódź în Teatrul Pinocchio din Łódź.
Gama de influență a teatrului se extinde dincolo de Voievodatul Łódź. Repertoriul include spectacole pentru telespectatori de toate vârstele: copii, adolescenți și adulți. Creativitatea teatrului se exprimă prin diverse forme teatrale și diverse convenții, de la teatru vizual, spectacole poetice până la spectacole de divertisment. Sunt întreprinse activități educaționale înțelese pe scară largă. Teatrul „Pinocchio” participă la festivaluri naționale și internaționale, primind premii și distincții. A jucat în străinătate de multe ori, de ex. în Anglia, Austria, Germania, Elveția și Turcia. Teatrul este amplasat într-o clădire folosită după al Doilea Război Mondial de către Direcția Principală a Spectacolelor (așa-numitul Teatru Colosseum), în 1950 a fost adaptat nevoilor teatrului. Teatrul are 2 scene: una mare cu 155 de locuri și una mică cu aproximativ 50 de locuri.